# Kolumbia na Letnich Igrzyskach Olimpijskich 2012
Kolumbię na Letnich Igrzyskach Olimpijskich 2012, które odbyły się w Londynie reprezentowało 103 zawodników. Zdobyli oni 8 medali: 1 złoty, 3 srebrne i 4 brązowe, zajmując 38. miejsce w klasyfikacji medalowej. Był to najlepszy start sportowców z tego kraju w historii ich występów na igrzyskach olimpijskich.
Był to osiemnasty start reprezentacji Kolumbii na letnich igrzyskach olimpijskich.

## Zdobyte medale
| Medal  | Zawodnik           | Dyscyplina           | Konkurencja                | Rezultat                                                            | Data        |
| ------ | ------------------ | -------------------- | -------------------------- | ------------------------------------------------------------------- | ----------- |
| Złoto  | Mariana Pajón      | Kolarstwo            | BMX                        | 37.706 sek.                                                         | 10 sierpnia |
| Srebro | Rigoberto Urán     | Kolarstwo            | Wyścig ze startu wspólnego | 5:45:57 godz.                                                       | 28 lipca    |
| Srebro | Óscar Figueroa     | Podnoszenie ciężarów | Waga do 62 kg              | 317 kg                                                              | 30 lipca    |
| Srebro | Catherine Ibargüen | Lekkoatletyka        | Trójskok                   | 14.80 m                                                             | 5 sierpnia  |
| Brąz   | Yuri Alvear        | Judo                 | Kategoria do 70 kg         | W pojedynku o brąz pokonała Chinkę Chen Fei.                        | 1 sierpnia  |
| Brąz   | Óscar Muñoz Oviedo | Taekwondo            | Kategoria go 58 kg         | W pojedynku o brąz pokonał reprezentanta Tajlandii Pan-Eka Karaketa | 8 sierpnia  |
| Brąz   | Jackeline Rentería | Zapasy               | Kategoria do 55 kg         | W pojedynku o brąz pokonała reprezentantkę Ukrainy Tetianę Łazarewą | 9 sierpnia  |
| Brąz   | Carlos Oquendo     | Kolarstwo            | BMX                        | 38.251 sek.                                                         | 10 sierpnia |

## Reprezentanci

### Boks
Mężczyźni
| Zawodnik         | Konkurencja | 1/16               | 1/8              | Ćwierćfinał      | Półfinał         | Finał            | Finał   |
| Zawodnik         | Konkurencja | Przeciwnik Wynik   | Przeciwnik Wynik | Przeciwnik Wynik | Przeciwnik Wynik | Przeciwnik Wynik | Miejsce |
| ---------------- | ----------- | ------------------ | ---------------- | ---------------- | ---------------- | ---------------- | ------- |
| Eduar Marriaga   | 60kg        | Arias P 8-17       | NQ               | NQ               | NQ               | NQ               | NQ      |
| César Villarraga | 64 kg       | Iglesias P 9-20    | NQ               | NQ               | NQ               | NQ               | NQ      |
| Jeysson Monrroy  | 81 kg       | Rouzbahani P 10-12 | NQ               | NQ               | NQ               | NQ               | NQ      |

### Gimnastyka

#### Gimnastyka sportowa
Mężczyźni
| Zawodnik           | Konkurencja           | Kwalifikacje | Kwalifikacje | Kwalifikacje | Kwalifikacje | Kwalifikacje | Kwalifikacje | Kwalifikacje | Kwalifikacje | Finał    | Finał    | Finał    | Finał    | Finał    | Finał    | Finał | Finał   |
| Zawodnik           | Konkurencja           | Przyrząd     | Przyrząd     | Przyrząd     | Przyrząd     | Przyrząd     | Przyrząd     | Razem        | Miejsce      | Przyrząd | Przyrząd | Przyrząd | Przyrząd | Przyrząd | Przyrząd | Razem | Miejsce |
| Zawodnik           | Konkurencja           | FX           | PH           | SR           | VT           | PB           | HB           | Razem        | Miejsce      | FX       | PH       | SR       | VT       | PB       | HB       | Razem | Miejsce |
| ------------------ | --------------------- | ------------ | ------------ | ------------ | ------------ | ------------ | ------------ | ------------ | ------------ | -------- | -------- | -------- | -------- | -------- | -------- | ----- | ------- |
| Jorge Hugo Geralto | Wielobój indywidualny | 13.400       | 12.166       | 14.933       | 15.466       | 13.633       | 13.500       | 83.098       | 33.          | NQ       | NQ       | NQ       | NQ       | NQ       | NQ       | NQ    | NQ      |

Kobiety
| Zawodnik    | Konkurencja           | Kwalifikacje | Kwalifikacje | Kwalifikacje | Kwalifikacje | Kwalifikacje | Kwalifikacje | Finał    | Finał    | Finał    | Finał    | Finał | Finał   |
| Zawodnik    | Konkurencja           | Przyrząd     | Przyrząd     | Przyrząd     | Przyrząd     | Razem        | Miejsce      | Przyrząd | Przyrząd | Przyrząd | Przyrząd | Razem | Miejsce |
| Zawodnik    | Konkurencja           | FX           | VT           | UB           | BB           | Razem        | Miejsce      | FX       | VT       | UB       | BB       | Razem | Miejsce |
| ----------- | --------------------- | ------------ | ------------ | ------------ | ------------ | ------------ | ------------ | -------- | -------- | -------- | -------- | ----- | ------- |
| Jessica Gil | Wielobój indywidualny | 13.066       | 13.533       | 12.633       | 12.266       | 51.498       | 42.          | NQ       | NQ       | NQ       | NQ       | NQ    | NQ      |

### Jeździectwo

#### Skoki przez przeszkody
| Zawodnik      | Koń           | Konkurencja   | Kwalifikacje | Kwalifikacje | Kwalifikacje | Kwalifikacje | Kwalifikacje | Kwalifikacje | Kwalifikacje | Kwalifikacje | Finał   | Finał   | Finał   | Finał   | Finał   | Razem | Razem   |
| Zawodnik      | Koń           | Konkurencja   | Runda 1      | Runda 1      | Runda 2      | Runda 2      | Runda 2      | Runda 3      | Runda 3      | Runda 3      | Runda A | Runda A | Runda B | Runda B | Runda B | Razem | Razem   |
| Zawodnik      | Koń           | Konkurencja   | Kary         | Miejsce      | Kary         | Łącznie      | Miejsce      | Kary         | Łącznie      | Miejsce      | Kary    | Miejsce | Kary    | Łącznie | Miejsce | Kary  | Miejsce |
| ------------- | ------------- | ------------- | ------------ | ------------ | ------------ | ------------ | ------------ | ------------ | ------------ | ------------ | ------- | ------- | ------- | ------- | ------- | ----- | ------- |
| Daniel Bluman | Sancha        | indywidualnie | 0            | =1.          | 1            | 1            | =13.         | 4            | 5            | =7.          | 4.      | =11.    | 9       | 13      | 20.     | 13    | 20.     |
| Rodrigo Diaz  | Royal Vincken | indywidualnie | 1            | =33.         | 10           | 11           | 53.          | NQ           | NQ           | NQ           | NQ      | NQ      | NQ      | NQ      | NQ      | 11    | 53.     |

### Judo
Kobiety
| Zawodniczka    | Konkurencja | 1/16                | 1/8                 | Ćwierćfinał         | Półfinał            | Repasaż 1           | Repasaż 2           | Finał               | Finał   |
| Zawodniczka    | Konkurencja | Przeciwniczka Wynik | Przeciwniczka Wynik | Przeciwniczka Wynik | Przeciwniczka Wynik | Przeciwniczka Wynik | Przeciwniczka Wynik | Przeciwniczka Wynik | Pozycja |
| -------------- | ----------- | ------------------- | ------------------- | ------------------- | ------------------- | ------------------- | ------------------- | ------------------- | ------- |
| Yadinis Amaris | do 57 kg    | BYE                 | Malloy P 0000-1000  | NQ                  | NQ                  | NQ                  | NQ                  | NQ                  | NQ      |
| Yuri Alvear    | do 70 kg    | Portela W 1100-0000 | Moreira W 0100-0001 | Décosse P 0000-1000 | NQ                  | Sraka W 0100-0001   | Chen F W 0011-0001  | NQ                  | brąz    |

### Kolarstwo

#### Kolarstwo BMX
| Zawodnik               | Konkurencja | Eliminacje | Eliminacje | Ćwierćfinał | Ćwierćfinał | Półfinał | Półfinał | Finał  | Finał   |
| Zawodnik               | Konkurencja | Wynik      | Miejsce    | Wynik       | Miejsce     | Wynik    | Miejsce  | Wynik  | Miejsce |
| ---------------------- | ----------- | ---------- | ---------- | ----------- | ----------- | -------- | -------- | ------ | ------- |
| Andrés Jiménez Caicedo | Mężczyźni   | 38.445     | 5.         | 17 pkt.     | 4.          | 12 pkt.  | 4.       | 53.377 | 6.      |
| Carlos Mario Oquendo   | Mężczyźni   | 38.775     | 14.        | 21 pkt.     | 4.          | 11 pkt.  | 4.       | 38.251 | brąz    |
| Mariana Pajón          | Kobiety     | 38.787     | 3.         | —           | —           | 3 pkt.   | 1.       | 37.706 | złoto   |

#### Kolarstwo górskie
| Zawodnik      | Konkurencja | Czas    | Miejsce |
| ------------- | ----------- | ------- | ------- |
| Leonardo Paez | Mężczyźni   | 1:36:02 | 28.     |
| Laura Abril   | Kobiety     | DNF     | DNF     |

#### Kolarstwo szosowe
Mężczyźni
| Zawodnik       | Konkurencja                | Czas     | Miejsce |
| -------------- | -------------------------- | -------- | ------- |
| Fabio Duarte   | Wyścig ze startu wspólnego | DNF      | DNF     |
| Fabio Duarte   | Jazda indywidualna na czas | 57:34.20 | 35.     |
| Sergio Henao   | Wyścig ze startu wspólnego | 5:46:05  | 16.     |
| Rigoberto Urán | Wyścig ze startu wspólnego | 5:45:57  | srebro  |

#### Kolarstwo torowe
Mężczyźni
| Zawodnicy                                                             | Konkurencja      | Kwalifikacje | Kwalifikacje | Półfinał            | Półfinał | Finał                         | Finał   |
| Zawodnicy                                                             | Konkurencja      | Czas         | Miejsce      | Przeciwniczki Wynik | Miejsce  | Przeciwniczki Wynik           | Miejsce |
| --------------------------------------------------------------------- | ---------------- | ------------ | ------------ | ------------------- | -------- | ----------------------------- | ------- |
| Juan Esteban Arango Edwin Avila Arles Castro Weimar Roldan Kevin Rios | Wyścig drużynowy | 4:03.712     | 7.           | Hiszpania 4:05.485  | 8.       | O 7 miejsce Holandia 4:04.772 | 8.      |

| Zawodnik      | Konkurencja | Runda 1 | Repesaż | Runda 2 | Finał   |
| Zawodnik      | Konkurencja | Pozycja | Pozycja | Pozycja | Pozycja |
| ------------- | ----------- | ------- | ------- | ------- | ------- |
| Fabian Puerta | Keirin      | 3. R    | 5.      | NQ      | 15.     |

| Zawodnik            | Konkurencja | Start lotny | Start lotny | Wyścig punktowy | Wyścig punktowy | Wyścig eliminacyjny | Wyścig na dochodzenie | Wyścig na dochodzenie | Scratch | Wyścig na 1000 m | Wyścig na 1000 m | Suma punktów | Miejsce |
| Zawodnik            | Konkurencja | Czas        | Miejsce     | Punkty          | Miejsce         | Miejsce             | Czas                  | Miejsce               | Miejsce | Czas             | Miejsce          | Suma punktów | Miejsce |
| ------------------- | ----------- | ----------- | ----------- | --------------- | --------------- | ------------------- | --------------------- | --------------------- | ------- | ---------------- | ---------------- | ------------ | ------- |
| Juan Esteban Arango | Omnium      | 13.469      | 8.          | –18             | 17.             | 13.                 | 4:25.477              | 4.                    | 11.     | 1:03.793         | 7.               | 60           | 10.     |

Kobiety
| Zawodniczka     | Konkurencja | Kwalifikacje  | Kwalifikacje | Runda 1            | Repasaż 1          | Runda 2            | Repasaż 2          | Ćwierćfinały       | Półfinały          | Finał              | Finał   |
| Zawodniczka     | Konkurencja | Czas Szybkość | Miejsce      | Przeciwniczka Czas | Przeciwniczka Czas | Przeciwniczka Czas | Przeciwniczka Czas | Przeciwniczka Czas | Przeciwniczka Czas | Przeciwniczka Czas | Pozycja |
| --------------- | ----------- | ------------- | ------------ | ------------------ | ------------------ | ------------------ | ------------------ | ------------------ | ------------------ | ------------------ | ------- |
| Juliana Gaviria | Sprint      | 11.376 63.291 | 13.          | Guerra P           | Hansen Gnidenko P  | NQ                 | NQ                 | NQ                 | NQ                 | NQ                 | NQ      |

| Zawodniczki                         | Konkurencja      | Kwalifikacje | Kwalifikacje | Półfinał            | Półfinał | Finał               | Finał   |
| Zawodniczki                         | Konkurencja      | Czas         | Miejsce      | Przeciwniczki Wynik | Miejsce  | Przeciwniczki Wynik | Miejsce |
| ----------------------------------- | ---------------- | ------------ | ------------ | ------------------- | -------- | ------------------- | ------- |
| Juliana Gaviria Diana García Orrego | Sprint drużynowy | 34.870       | 10.          | NQ                  | NQ       | NQ                  | NQ      |

| Zawodniczka     | Konkurencja | Runda 1 | Repesaż | Runda 2 | Finał   |
| Zawodniczka     | Konkurencja | Pozycja | Pozycja | Pozycja | Pozycja |
| --------------- | ----------- | ------- | ------- | ------- | ------- |
| Juliana Gaviria | Keirin      | 4. R    | 6.      | NQ      | 17.     |

| Zawodniczka       | Konkurencja | Start lotny | Start lotny | Wyścig punktowy | Wyścig punktowy | Wyścig eliminacyjny | Wyścig na dochodzenie | Wyścig na dochodzenie | Scratch | Wyścig na 500 m | Wyścig na 500 m | Suma punktów | Miejsce |
| Zawodniczka       | Konkurencja | Czas        | Miejsce     | Punkty          | Miejsce         | Miejsce             | Czas                  | Miejsce               | Miejsce | Czas            | Miejsce         | Suma punktów | Miejsce |
| ----------------- | ----------- | ----------- | ----------- | --------------- | --------------- | ------------------- | --------------------- | --------------------- | ------- | --------------- | --------------- | ------------ | ------- |
| María Luisa Calle | Omnium      | 15.559      | 18.         | 22              | 8.              | 14.                 | 3:40.349              | 7.                    | 11.     | 37.937          | 18.             | 76           | 16.     |

### Lekkoatletyka
Mężczyźni
| Zawodnik            | Konkurencja        | Eliminacje | Eliminacje | Ćwierćfinał | Ćwierćfinał | Półfinał | Półfinał | Finał   | Finał   |
| Zawodnik            | Konkurencja        | Wynik      | Miejsce    | Wynik       | Miejsce     | Wynik    | Miejsce  | Wynik   | Miejsce |
| ------------------- | ------------------ | ---------- | ---------- | ----------- | ----------- | -------- | -------- | ------- | ------- |
| Isidro Montoya      | 100 m              | BYE        | BYE        | 10.54       | 7.          | NQ       | NQ       | NQ      | NQ      |
| Diego Palomeque     | 400 m              | DNS        | DNS        | —           | —           | NQ       | NQ       | NQ      | NQ      |
| Rafith Rodríguez    | 800 m              | 1:47.70    | 4.         | —           | —           | NQ       | NQ       | NQ      | NQ      |
| Paulo César Villar  | 110 m przez płotki | 13.55      | 5.         | —           | —           | 13.63    | 7.       | NQ      | NQ      |
| Juan Carlos Cardona | Maraton            | —          | —          | —           | —           | —        | —        | 2:40:13 | 83.     |
| Eider Arévalo       | Chód na 20 km      | —          | —          | —           | —           | —        | —        | 1:22:00 | 20.     |
| Luis Fernando López | Chód na 20 km      | —          | —          | —           | —           | —        | —        | DSQ     | DSQ     |
| James Rendón        | Chód na 20 km      | —          | —          | —           | —           | —        | —        | 1:22:54 | 28.     |
| Fredy Hernández     | Chód na 50 km      | —          | —          | —           | —           | —        | —        | 3:56:00 | 33.     |

| Zawodnik       | Konkurencja    | Kwalifikacje | Kwalifikacje | Finał    | Finał   |
| Zawodnik       | Konkurencja    | Rezultat     | Miejsce      | Rezultat | Miejsce |
| -------------- | -------------- | ------------ | ------------ | -------- | ------- |
| Wanner Miller  | Skok wzwyż     | 2.26         | =12.         | 2.25     | 9.      |
| Dayron Márquez | Rzut oszczepem | 77.59        | 26.          | NQ       | NQ      |

Kobiety
| Zawodniczka                                                         | Konkurencja           | Eliminacje | Eliminacje | Ćwierćfinał | Ćwierćfinał | Półfinał | Półfinał | Finał   | Finał   |
| Zawodniczka                                                         | Konkurencja           | Wynik      | Miejsce    | Wynik       | Miejsce     | Wynik    | Miejsce  | Wynik   | Miejsce |
| ------------------------------------------------------------------- | --------------------- | ---------- | ---------- | ----------- | ----------- | -------- | -------- | ------- | ------- |
| Yomara Hinestroza                                                   | 100 m                 | BYE        | BYE        | 11.56       | 7.          | NQ       | NQ       | NQ      | NQ      |
| Norma González                                                      | 200 m                 | 23.46      | 7.         | —           | —           | NQ       | NQ       | NQ      | NQ      |
| Jennifer Padilla                                                    | 400 m                 | DSQ        | DSQ        | —           | —           | NQ       | NQ       | NQ      | NQ      |
| Rosibel García Mena                                                 | 800 m                 | 2:01.30    | 3.         | —           | —           | 2:00.16  | 3.       | NQ      | NQ      |
| Lina Flores                                                         | 100m przez płotki     | 13.17      | 6.         | —           | —           | NQ       | NQ       | NQ      | NQ      |
| Briggite Merlano                                                    | 100m przez płotki     | 13.21      | 6.         | —           | —           | NQ       | NQ       | NQ      | NQ      |
| Princesa Oliveros                                                   | 400m przez płotki     | 58.95      | 8.         | —           | —           | NQ       | NQ       | NQ      | NQ      |
| Ángela Figueroa                                                     | 3000 m z przeszkodami | 10:25.60   | 15.        | —           | —           | —        | —        | NQ      | NQ      |
| Erika Abril                                                         | Maraton               | —          | —          | —           | —           | —        | —        | 2:33:33 | 51.     |
| Yolanda Caballero                                                   | Maraton               | —          | —          | —           | —           | —        | —        | DNF     | DNF     |
| Sandra Arenas                                                       | Chód na 20 km         | —          | —          | —           | —           | —        | —        | 1:33:21 | 32.     |
| Íngrid Hernández                                                    | Chód na 20 km         | —          | —          | —           | —           | —        | —        | 1:33:34 | 34.     |
| Arabelly Orjuela                                                    | Chód na 20 km         | —          | —          | —           | —           | —        | —        | 1:35:05 | 43.     |
| Norma González Yomara Hinestroza Darlenis Obregón Eliecith Palacios | Sztafeta 4 × 100 m    | 43.21      | 5.         | —           | —           | —        | —        | NQ      | NQ      |

| Zawodniczka        | Konkurencja    | Kwalifikacje | Kwalifikacje | Finał    | Finał   |
| Zawodniczka        | Konkurencja    | Rezultat     | Miejsce      | Rezultat | Miejsce |
| ------------------ | -------------- | ------------ | ------------ | -------- | ------- |
| Sandra Lemos       | pchnięcie kulą | 16.50        | 28.          | NQ       | NQ      |
| Catherine Ibargüen | trójskok       | 14.42        | 4.           | 14.80    | srebro  |
| Johana Moreno      | rzut młotem    | 68.53        | 18.          | NQ       | NQ      |
| Flor Denis Ruíz    | rzut oszczepem | 54.34        | 32.          | NQ       | NQ      |

### Łucznictwo
Mężczyźni
| Zawodnik      | Konkurencja   | Runda rankingowa | Runda rankingowa | 1/32             | 1/16             | 1/8              | Ćwierćfinał      | Półfinał         | Finał            | Finał   |
| Zawodnik      | Konkurencja   | Punkty           | Rozstawienie     | Przeciwnik Wynik | Przeciwnik Wynik | Przeciwnik Wynik | Przeciwnik Wynik | Przeciwnik Wynik | Przeciwnik Wynik | Pozycja |
| ------------- | ------------- | ---------------- | ---------------- | ---------------- | ---------------- | ---------------- | ---------------- | ---------------- | ---------------- | ------- |
| Daniel Pineda | indywidualnie | 664              | 32.              | Wang CP P 0-6    | NQ               | NQ               | NQ               | NQ               | NQ               | NQ      |

Kobiety
| Zawodniczka      | Konkurencja   | Runda rankingowa | Runda rankingowa | 1/32                | 1/16                | 1/8                 | Ćwierćfinał         | Półfinał            | Finał               | Finał   |
| Zawodniczka      | Konkurencja   | Punkty           | Rozstawienie     | Przeciwniczka Wynik | Przeciwniczka Wynik | Przeciwniczka Wynik | Przeciwniczka Wynik | Przeciwniczka Wynik | Przeciwniczka Wynik | Pozycja |
| ---------------- | ------------- | ---------------- | ---------------- | ------------------- | ------------------- | ------------------- | ------------------- | ------------------- | ------------------- | ------- |
| Ana María Rendón | indywidualnie | 657              | 12.              | Grandal P 2-6       | NQ                  | NQ                  | NQ                  | NQ                  | NQ                  | NQ      |

### Piłka nożna
Reprezentacja Kolumbii w piłce nożnej kobiet brała udział w rozgrywkach grupy G turnieju olimpijskiego, przegrywając wszystkie trzy mecze i nie awansując do dalszej fazy turnieju.
Tabela grupy
| Zespół            | M | Z | R | P | GZ | GS | GR | Pkt |
| ----------------- | - | - | - | - | -- | -- | -- | --- |
| Stany Zjednoczone | 3 | 3 | 0 | 0 | 8  | 2  | +6 | 9   |
| Francja           | 3 | 2 | 0 | 1 | 8  | 4  | +4 | 6   |
| Korea Północna    | 3 | 1 | 0 | 2 | 2  | 6  | −4 | 3   |
| Kolumbia          | 3 | 0 | 0 | 3 | 0  | 6  | −6 | 0   |

Wyniki spotkań
| 25 lipca 2012 20:45 CET | Kolumbia | 0:2(0:1)Raport | Korea Północna · Kim Song-Hui 39', 85' | Hampden Park, Glasgow Widzów: 20 150 Sędzia: Carol Anne Chenard |
|                         |          |                |                                        |                                                                 |

| 28 lipca 2012 18:00 CET | Stany Zjednoczone · Megan Rapinoe 33' · Abby Wambach 74' · Carli Lloyd 77' | 3:0(1:0)Raport | Kolumbia | Hampden Park, Glasgow Widzów: 11 313 Sędzia: Efthalia Mitsi |
|                         |                                                                            |                |          |                                                             |

| 31 lipca 2012 18:15 CET | Francja · Elodie Thomis 5' | 1:0(1:0)Raport | Kolumbia | St James’ Park, Newcastle Widzów: 13 184 Sędzia: Quetzalli Alvarado |
|                         |                            |                |          |                                                                     |

Skład
| Nr | Imię i nazwisko    | Data urodzenia (wiek) | Klub                         | Pozycja |
| -- | ------------------ | --------------------- | ---------------------------- | ------- |
| 1  | Stefany Castaño    | 11.01.1994 (18)       | Graceland University         | B       |
| 2  | Tatiana Ariza      | 21.02.1991 (21)       | Austin Peay State University | P       |
| 3  | Natalia Gaitán (c) | 3.04.1991 (21)        | University of Toledo         | O       |
| 4  | Natalia Ariza      | 21.02.1991 (21)       | Austin Peay State University | O       |
| 5  | Nataly Arias       | 2.04.1986 (26)        | University of Maryland       | O       |
| 6  | Daniela Montoya    | 22.08.1990 (21)       | CD Formas Íntimas            | P       |
| 7  | Oriánica Velásquez | 1.08.1989 (22)        | Indiana University           | N       |
| 8  | Yoreli Rincón      | 27.07.1993 (18)       | CD Gol Star                  | P       |
| 9  | Carmen Rodallega   | 15.07.1983 (29)       | CD Carlos Sarmiento Lora     | P       |
| 10 | Catalina Usme      | 25.12.1989 (22)       | Independiente Medellín       | P       |
| 11 | Liana Salazar      | 16.09.1989 (22)       | University of Kansas         | P       |
| 12 | Sandra Sepúlveda   | 3.03.1988 (24)        | CD Formas Íntimas            | B       |
| 13 | Yulieth Domínguez  | 6.09.1993 (18)        | Estudiantes F.C.             | O       |
| 14 | Kelis Peduzine     | 21.04.1983 (29)       | CD Eba                       | O       |
| 15 | Ingrid Vidal       | 22.04.1991 (21)       | CD Generaciones Palmiranas   | N       |
| 16 | Lady Andrade       | 10.01.1992 (20)       | CD Inter de Bogotá           | N       |
| 17 | Melissa Ortiz      | 24.01.1990 (22)       | Lynn University              | N       |
| 18 | Ana María Montoya  | 24.09.1991 (20)       | University of Arizona        | P       |

Trener:  Ricardo Rozo

### Pływanie
Mężczyźni
| Zawodnik           | Konkurencja       | Eliminacje | Eliminacje | Półfinał | Półfinał | Finał | Finał   |
| Zawodnik           | Konkurencja       | Czas       | Miejsce    | Czas     | Miejsce  | Czas  | Miejsce |
| ------------------ | ----------------- | ---------- | ---------- | -------- | -------- | ----- | ------- |
| Mateo de Angulo    | 400 m dowolnym    | 3:57.76    | 26.        | —        | —        | NQ    | NQ      |
| Omar Andres Pinzón | 100 m grzbietowym | 55.37      | 32.        | NQ       | NQ       | NQ    | NQ      |
| Omar Andres Pinzón | 200 m grzbietowym | 1:58.20    | 15.        | 1:58.99  | 16.      | NQ    | NQ      |
| Omar Andres Pinzón | 200 m motylkowym  | 2:02.32    | 34.        | NQ       | NQ       | NQ    | NQ      |

Kobiety
| Zawodniczka       | Konkurencja       | Eliminacje | Eliminacje | Półfinał | Półfinał | Finał | Finał   |
| Zawodniczka       | Konkurencja       | Czas       | Miejsce    | Czas     | Miejsce  | Czas  | Miejsce |
| ----------------- | ----------------- | ---------- | ---------- | -------- | -------- | ----- | ------- |
| Carolina Colorado | 100 m grzbietowym | 1:01.81    | 28.        | NQ       | NQ       | NQ    | NQ      |
| Carolina Colorado | 200 m grzbietowym | 2:13.64    | 27.        | NQ       | NQ       | NQ    | NQ      |

### Podnoszenie ciężarów
Mężczyźni
| Zawodnik       | Konkurencja | Rwanie | Rwanie  | Podrzut | Podrzut | Razem | Pozycja |
| Zawodnik       | Konkurencja | Wynik  | Pozycja | Wynik   | Pozycja | Razem | Pozycja |
| -------------- | ----------- | ------ | ------- | ------- | ------- | ----- | ------- |
| Carlos Berna   | do 56 kg    | 118    | 10.     | 150     | 7.      | 268   | 8.      |
| Sergio Rada    | do 56 kg    | 118    | 11.     | 151     | 6.      | 269   | 7.      |
| Óscar Figueroa | do 62 kg    | 140    | 3.      | 177     | 1.      | 317   | srebro  |
| Doyler Sánchez | do 69 kg    | 138    | 14.     | 170     | 13.     | 308   | 14.     |

Kobiety
| Zawodniczka       | Konkurencja | Rwanie | Rwanie  | Podrzut | Podrzut | Razem | Pozycja |
| Zawodniczka       | Konkurencja | Wynik  | Pozycja | Wynik   | Pozycja | Razem | Pozycja |
| ----------------- | ----------- | ------ | ------- | ------- | ------- | ----- | ------- |
| Rusmeri Villar    | do 53 kg    | 87     | 7.      | 108     | 8.      | 195   | 6.      |
| Jackeline Heredia | do 58 kg    | 100    | 9.      | 125     | 9.      | 225   | 10.     |
| Lina Rivas        | do 58 kg    | 103    | 4.      | 120     | DNF     | NCL   | NCL     |
| Ubaldina Valoyes  | do 69 kg    | 111    | 6.      | 135     | 6.      | 246   | 6.      |

### Skoki do wody
Mężczyźni
| Zawodnik        | Konkurencja                  | Preeliminacje | Preeliminacje | Półfinał | Półfinał | Finał  | Finał   |
| Zawodnik        | Konkurencja                  | Punkty        | Miejsce       | Punkty   | Miejsce  | Punkty | Miejsce |
| --------------- | ---------------------------- | ------------- | ------------- | -------- | -------- | ------ | ------- |
| Sebastian Villa | trampolina 3 m indywidualnie | 414.90        | 21.           | NQ       | NQ       | NQ     | NQ      |
| Victor Ortega   | wieża 10 m indywidualnie     | 450.60        | 13.           | 439.55   | 17.      | NQ     | NQ      |
| Sebastian Villa | wieża 10 m indywidualnie     | 419.25        | 22.           | NQ       | NQ       | NQ     | NQ      |

### Strzelectwo
Mężczyźni
| Zawodnik    | Konkurencja | Kwalifikacje | Kwalifikacje | Finał  | Finał   |
| Zawodnik    | Konkurencja | Punkty       | Miejsce      | Punkty | Miejsce |
| ----------- | ----------- | ------------ | ------------ | ------ | ------- |
| Danilo Caro | trap        | 115          | 29.          | NQ     | NQ      |

### Szermierka
Kobiety
| Zawodniczka           | Konkurencja          | 1/32                | 1/16                | 1/8                 | Ćwierćfinały        | Półfinały           | Finał               | Finał   |
| Zawodniczka           | Konkurencja          | Przeciwniczka Wynik | Przeciwniczka Wynik | Przeciwniczka Wynik | Przeciwniczka Wynik | Przeciwniczka Wynik | Przeciwniczka Wynik | Pozycja |
| --------------------- | -------------------- | ------------------- | ------------------- | ------------------- | ------------------- | ------------------- | ------------------- | ------- |
| Saskia Loretta Garcia | floret indywidualnie | BYE                 | Golubytskyi P 9-14  | NQ                  | NQ                  | NQ                  | NQ                  | NQ      |

### Taekwondo
| Zawodnicy          | Konkurencja | 1/16              | Ćwierćfinał       | Półfinał          | Repasaż 1         | Repasaż 2         | Finał             | Finał   |
| Zawodnicy          | Konkurencja | Przeciwnicy Wynik | Przeciwnicy Wynik | Przeciwnicy Wynik | Przeciwnicy Wynik | Przeciwnicy Wynik | Przeciwnicy Wynik | Pozycja |
| ------------------ | ----------- | ----------------- | ----------------- | ----------------- | ----------------- | ----------------- | ----------------- | ------- |
| Óscar Muñoz Oviedo | 58 kg (m)   | El-Yamine W 8-1   | Al-Kubati W 14-2  | González P 4-13   | —                 | Karaket W 6-4     | NQ                | brąz    |

### Tenis stołowy
Kobiety
| Zawodniczka  | Konkurencja | Eliminacje          | Runda 1             | Runda 2             | Runda 3             | Runda 4             | Ćwierćfinały        | Półfinały           | Finał               | Finał   |
| Zawodniczka  | Konkurencja | Przeciwniczka Wynik | Przeciwniczka Wynik | Przeciwniczka Wynik | Przeciwniczka Wynik | Przeciwniczka Wynik | Przeciwniczka Wynik | Przeciwniczka Wynik | Przeciwniczka Wynik | Pozycja |
| ------------ | ----------- | ------------------- | ------------------- | ------------------- | ------------------- | ------------------- | ------------------- | ------------------- | ------------------- | ------- |
| Paula Medina | singel      | BYE                 | Bilenko P 1-4       | NQ                  | NQ                  | NQ                  | NQ                  | NQ                  | NQ                  | NQ      |

### Tenis ziemny
Mężczyźni
| Zawodnik                              | Konkurencja    | 1/32                        | 1/16                            | 1/8              | Ćwierćfinały     | Półfinały        | Finał            | Finał   |
| Zawodnik                              | Konkurencja    | Przeciwnik Wynik            | Przeciwnik Wynik                | Przeciwnik Wynik | Przeciwnik Wynik | Przeciwnik Wynik | Przeciwnik Wynik | Pozycja |
| ------------------------------------- | -------------- | --------------------------- | ------------------------------- | ---------------- | ---------------- | ---------------- | ---------------- | ------- |
| Alejandro Falla                       | gra pojedyncza | Roger Federer 3:6, 7:5, 3:6 | NQ                              | NQ               | NQ               | NQ               | NQ               | NQ      |
| Santiago Giraldo                      | gra pojedyncza | Ryan Harrison 7:5, 6:3      | Steve Darcis 7:6, 4:6, 4:6      | NQ               | NQ               | NQ               | NQ               | NQ      |
| Juan Sebastian Cabal Santiago Giraldo | gra podwójna   | BYE                         | Marin Čilić Ivan Dodig 3:6, 4:6 | NQ               | NQ               | NQ               | NQ               | NQ      |

Kobiety
| Zawodniczka          | Konkurencja    | 1/32                              | 1/16                | 1/8                 | Ćwierćfinały        | Półfinały           | Finał               | Finał   |
| Zawodniczka          | Konkurencja    | Przeciwniczka Wynik               | Przeciwniczka Wynik | Przeciwniczka Wynik | Przeciwniczka Wynik | Przeciwniczka Wynik | Przeciwniczka Wynik | Pozycja |
| -------------------- | -------------- | --------------------------------- | ------------------- | ------------------- | ------------------- | ------------------- | ------------------- | ------- |
| Mariana Duque Mariño | gra pojedyncza | Marija Kirilenko 0:6, 1:1 (krecz) | NQ                  | NQ                  | NQ                  | NQ                  | NQ                  | NQ      |

### Triathlon
| Zawodnicy        | Konkurencja | Pływanie (1,5 km) | Zmiana 1 | Jazda na rowerze (40 km) | Zmiana 2 | Bieg (10 km) | Czas    | Pozycja |
| ---------------- | ----------- | ----------------- | -------- | ------------------------ | -------- | ------------ | ------- | ------- |
| Carlos Quinchara | mężczyźni   | 18:02             | 0:47     | 59:37                    | 0:31     | 35:13        | 1:54:10 | 53.     |

### Zapasy
Kobiety
| Zawodniczka        | Konkurencja | Kwalifikacje        | 1/8                 | Ćwierćfinał         | Półfinał            | Repasaż 1           | Repasaż 2           | Finał               | Finał   |
| Zawodniczka        | Konkurencja | Przeciwniczka Wynik | Przeciwniczka Wynik | Przeciwniczka Wynik | Przeciwniczka Wynik | Przeciwniczka Wynik | Przeciwniczka Wynik | Przeciwniczka Wynik | Miejsce |
| ------------------ | ----------- | ------------------- | ------------------- | ------------------- | ------------------- | ------------------- | ------------------- | ------------------- | ------- |
| Carolina Castillo  | −48 kg      | Otgontsetseg P 0-3  | NQ                  | NQ                  | NQ                  | NQ                  | NQ                  | NQ                  | 11.     |
| Jackeline Rentería | −55 kg      | BYE                 | Kum OH W 3-1        | Antes W 3-1         | Verbeek P 0-3       | BYE                 | BYE                 | Łazarewa W 3-1      | brąz    |
| Ana Talia Betancur | −72 kg      | BYE                 | Unda P 0-3          | NQ                  | NQ                  | NQ                  | NQ                  | NQ                  | 17.     |

### Żeglarstwo
Mężczyźni
| Zawodnik        | Konkurencja | Wyścig | Wyścig | Wyścig | Wyścig | Wyścig | Wyścig | Wyścig | Wyścig | Wyścig | Wyścig | Wyścig | Punkty | Finałowa pozycja |
| Zawodnik        | Konkurencja | 1      | 2      | 3      | 4      | 5      | 6      | 7      | 8      | 9      | 10     | M*     | Punkty | Finałowa pozycja |
| --------------- | ----------- | ------ | ------ | ------ | ------ | ------ | ------ | ------ | ------ | ------ | ------ | ------ | ------ | ---------------- |
| Santiago Grillo | RS:X        | 35     | 34     | 34     | 33     | 39 DSQ | 37     | 30     | 36     | DNF    | 31     | –      | 302    | 37.              |
| Andrey Quintero | Laser       | 40     | 31     | 37     | 25     | 39     | 41     | 36     | 39     | DNF    | 37     | –      | 325    | 40.              |